# Parijs-Nice 2013
De eenenzeventigste editie van de wielerwedstrijd Parijs-Nice startte in Houilles op 3 maart 2013 en eindigde met een klimtijdrit in Èze op 10 maart 2013. De etappekoers maakt deel uit van de UCI World Tour 2013. De editie van 2012 werd gewonnen door de Brit Bradley Wiggins, maar de Brit besloot deze niet te verdedigen.
Parijs-Nice 2013 werd gewonnen door de Australische renner Richie Porte. Porte is daarmee de eerste Australische renner die de rittenkoers wint. Op de tweede plaats eindigde de Amerikaan Andrew Talansky en op de derde plaatst eindigde de Fransman Jean-Christophe Péraud. Het puntenklassement werd de Fransman Sylvain Chavanel en het bergklassement ging naar de Zwitser Johann Tschopp. Het jongerenklassement werd gewonnen door de nummer twee in het algemeen klassement, Andrew Talansky. De Russische ploeg Katjoesja won het ploegenklassement.

## Deelnemende ploegen
Alle achttien UCI World Tour ploegen hadden het recht en de plicht om deel te nemen aan Parijs-Nice 2013. Daarnaast heeft de organisatie nog vier wildcards uit gedeeld aan Cofidis, Sojasun, Team Europcar en IAM Cycling. Katjoesja kreeg geen wildcard, maar werd na een beroep bij de rechter wel tot de World Tour toegelaten wat het aantal deelnemende ploegen op 23 bracht.
| 19 UCI World Tour-ploegen | 19 UCI World Tour-ploegen | 19 UCI World Tour-ploegen | 4 wildcards   |
| ------------------------- | ------------------------- | ------------------------- | ------------- |
| AG2R-La Mondiale          | FDJ                       | Omega Pharma-Quick Step   | Cofidis       |
| Argos-Shimano             | Team Garmin-Sharp         | Orica-GreenEdge           | Sojasun       |
| Astana Pro Team           | Lampre-Merida             | RadioShack-Leopard        | Team Europcar |
| Blanco Pro Cycling        | Lotto-Belisol             | Saxo-Tinkoff              | IAM Cycling   |
| BMC Racing Team           | Katjoesja Team            | Sky ProCycling            |               |
| Cannondale Pro Cycling    | Team Movistar             | Vacansoleil-DCM           |               |
| Euskaltel-Euskadi         |                           |                           |               |

## Etappe-overzicht
| Datum    | Etappe | Start-Finish                              | Afstand  | Type        | Winnaar          | Ploeg                  | Klassementsleider |
| -------- | ------ | ----------------------------------------- | -------- | ----------- | ---------------- | ---------------------- | ----------------- |
| 3 maart  | P      | Houilles - Houilles                       | 2,9 km   | Proloog     | Damien Gaudin    | Europcar               | Damien Gaudin     |
| 4 maart  | 1      | Saint-Germain-en-Laye - Nemours           | 195 km   | Vlakke rit  | Nacer Bouhanni   | FDJ                    | Nacer Bouhanni    |
| 5 maart  | 2      | Vimory - Cérilly                          | 200,5 km | Vlakke rit  | Marcel Kittel    | Argos-Shimano          | Elia Viviani      |
| 6 maart  | 3      | Châtel-Guyon - Brioude                    | 170,5 km | Heuvelrit   | Andrew Talansky  | Team Garmin-Sharp      | Andrew Talansky   |
| 7 maart  | 4      | Brioude - Saint-Vallier                   | 199,5 km | Heuvelrit   | Michael Albasini | Orica-GreenEdge        | Andrew Talansky   |
| 8 maart  | 5      | Châteauneuf-du-Pape - La Montagne de Lure | 176 km   | Bergrit     | Richie Porte     | Sky ProCycling         | Richie Porte      |
| 9 maart  | 6      | Manosque - Nice                           | 220 km   | Bergrit     | Sylvain Chavanel | Omega Pharma-Quickstep | Richie Porte      |
| 10 maart | 7      | Nice - Col d'Èze                          | 9,6 km   | Klimtijdrit | Richie Porte     | Sky ProCycling         | Richie Porte      |

## Klassementen
| Etappe      | Algemeen klassement | Puntenklassement | Bergklassement    | Jongerenklassement | Ploegenklassement      |
| P           | Damien Gaudin       | Damien Gaudin 1  | niet uitgereikt   | Wilco Kelderman    | Omega Pharma-Quickstep |
| 1           | Nacer Bouhanni      | Sylvain Chavanel | Bert-Jan Lindeman | Nacer Bouhanni 2   | Omega Pharma-Quickstep |
| 2           | Elia Viviani        | Elia Viviani 3   | Bert-Jan Lindeman | Elia Viviani 4     | Omega Pharma-Quickstep |
| 3           | Andrew Talansky     | Elia Viviani 3   | Martijn Keizer    | Andrew Talansky 5  | Astana Pro Team        |
| 4           | Andrew Talansky     | Elia Viviani 3   | Johann Tschopp    | Andrew Talansky 5  | Astana Pro Team        |
| 5           | Richie Porte        | Andrew Talansky  | Johann Tschopp    | Andrew Talansky 5  | Team Katjoesja         |
| 6           | Richie Porte        | Sylvain Chavanel | Johann Tschopp    | Andrew Talansky 5  | Team Katjoesja         |
| 7           | Richie Porte        | Sylvain Chavanel | Johann Tschopp    | Andrew Talansky 5  | Team Katjoesja         |
| Einduitslag | Richie Porte        | Sylvain Chavanel | Johann Tschopp    | Andrew Talansky    | Team Katjoesja         |

1 Tijdens de eerste etappe gedragen door Sylvain Chavanel

2 Tijdens de tweede etappe gedragen door Elia Viviani

3 Tijdens de derde etappe gedragen door Borut Božič

4 Tijdens de derde etappe gedragen door Wilco Kelderman

5 Tijdens de vierde, vijfde en zesde etappe gedragen door Tejay van Garderen

## Etappe-uitslagen

### Proloog
De proloog werd verreden in Houilles en was een individuele tijdrit over een afstand van 2,9 kilometer. De Fransman Damien Gaudin wist de etappe te winnen in een tijd van 3 minuten en 37 seconden. De eveneens uit Frankrijk afkomstige Sylvain Chavanel eindigde als tweede op één seconde achterstand. Ook op één seconde achterstand eindigde de Nederlander Lieuwe Westra. De beste Belgische renner was Nikolas Maes. Hij eindigde op de dertiende plaats met vijf seconde achterstand.
Het algemeen klassement wordt na de proloog aangevoerd door Gaudin, gevolgd door Chavanel en Westra. Dit trio is eveneens de top drie bij het puntenklassement, echter omdat Gaudin al in het geel zal starten in de tweede etappe, zal Chavanel de groene punten trui aan mogen trekken. De trui voor het jongerenklassement zal om de schouders van Wilco Kelderman zitten die als vierde eindigde op twee seconde achterstand. Het ploegenklassement wordt aangevoerd door de Belgische ploeg Omega Pharma-Quickstep.

#### Tijden
| Houilles - Houilles (proloog) (2,9 km) |                  |                        |       |
| Plaats                                 | Naam             | Ploeg                  | Tijd  |
| Winnaar                                | Damien Gaudin    | Europcar               | 3'37" |
| 2                                      | Sylvain Chavanel | Omega Pharma-Quickstep | + 1"  |
| 3                                      | Lieuwe Westra    | Vacansoleil-DCM        | z.t.  |
| 4                                      | Wilco Kelderman  | Blanco Pro Cycling     | + 2"  |
| 5                                      | Geoffrey Soupe   | FDJ                    | z.t.  |
| 6                                      | Peter Velits     | Omega Pharma-Quickstep | + 3"  |
| 7                                      | Tony Gallopin    | RadioShack-Leopard     | z.t.  |
| 8                                      | Borut Božič      | Astana Pro Team        | z.t.  |
| 9                                      | Sébastien Turgot | Europcar               | + 4"  |
| 10                                     | Andrij Hryvko    | Astana Pro Team        | + 5"  |
|                                        |                  |                        |       |
| 13                                     | Nikolas Maes     | Omega Pharma-Quickstep | + 5"  |

| Algemeen klassement na proloog |                  |                        |       |
| Plaats                         | Naam             | Ploeg                  | Tijd  |
| Gele trui                      | Damien Gaudin    | Europcar               | 3'37" |
| 2                              | Sylvain Chavanel | Omega Pharma-Quickstep | + 1"  |
| 3                              | Lieuwe Westra    | Vacansoleil-DCM        | z.t.  |
| 4                              | Wilco Kelderman  | Blanco Pro Cycling     | + 2"  |
| 5                              | Geoffrey Soupe   | FDJ                    | z.t.  |
| 6                              | Peter Velits     | Omega Pharma-Quickstep | + 3"  |
| 7                              | Tony Gallopin    | RadioShack-Leopard     | z.t.  |
| 8                              | Borut Božič      | Astana Pro Team        | z.t.  |
| 9                              | Sébastien Turgot | Europcar               | + 4"  |
| 10                             | Andrij Hryvko    | Astana Pro Team        | + 5"  |
|                                |                  |                        |       |
| 13                             | Nikolas Maes     | Omega Pharma-Quickstep | + 5"  |

| Puntenklassement na proloog |                  |                        |        |
| Plaats                      | Naam             | Ploeg                  | Punten |
| Groene trui                 | Damien Gaudin    | Europcar               | 25     |
| 2                           | Sylvain Chavanel | Omega Pharma-Quickstep | 22     |
| 3                           | Lieuwe Westra    | Blanco Pro Cycling     | 20     |
|                             |                  |                        |        |
| 13                          | Nikolas Maes     | Omega Pharma-Quickstep | 8      |

| Jongerenklassement na proloog |                 |                    |       |
| Plaats                        | Naam            | Ploeg              | Tijd  |
| Witte trui                    | Wilco Kelderman | Blanco Pro Cycling | 3'39" |
| 2                             | Geoffrey Soupe  | FDJ                | z.t.  |
| 3                             | Tony Gallopin   | RadioShack-Leopard | + 1"  |
|                               |                 |                    |       |
| 8                             | Jens Keukeleire | Orica-GreenEdge    | + 7"  |

| Ploegenklassement na proloog |                        |        |
| Plaats                       | Ploeg                  | Tijd   |
|                              | Omega Pharma-Quickstep | 11'00" |
| 2                            | Blanco Pro Cycling     | + 6"   |
| 3                            | Europcar               | z.t.   |

### 1e etappe
Het peloton trok tijdens de eerste etappe van Saint-Germain-en-Laye naar Nemours over een afstand van 196 kilometer. Een groep van drie renners wist vroeg in de etappe te ontsnappen. Bert-Jan Lindeman (Nederland), Yannick Talabardon (Frankrijk) en Romain Sicard (Frankrijk) wisten maximaal zeven minuten voorsprong te behalen maar werden voor het einde van de etappe teruggehaald. In de eindsprint was de Fransman Nacer Bouhanni sneller dan de twee Italianen Alessandro Petacchi en Elia Viviani die respectievelijk tweede en derde werden.
Bouhanni wist niet alleen de etappe te winnen maar nam ook de leidende positie in het algemeen klassement over. Met dezelfde tijd als Bouhanni, maar minder punten in het puntenklassement, neemt de winnaar van de proloog, Damien Gaudin, de tweede positie in. De derde plek is ook weggelegd voor een Fransman, namelijk Sylvain Chavanel. De beste Nederlander na de eerste etappe was Lieuwe Westra, op één seconde van de leiders. De beste Belg was Nikolas Maes, hij had een achterstand van vijf seconden.
De leiding in het puntenklassement werd overgenomen door de voor Chavanel en Bouhanni is naast aanvoerder van het algemeen klassement ook aanvoerder van het jongeren klassement. De Nederlander Bert-Jan Lindeman wist de enige bergklim in de etappe te winnen en is daarmee de leider in het bergklassement. De stand in het ploegenklassement is onveranderd na de eerste etappe. Daarin gaat nog steeds de Belgische ploeg Omega Pharma-Quickstep aan de leiding.

#### Tijden
| Saint-Germain-en-Laye - Nemours (195 km) |                     |                             |          |
| Plaats                                   | Naam                | Ploeg                       | Tijd     |
| Winnaar                                  | Nacer Bouhanni      | FDJ                         | 4u47'24" |
| 2                                        | Alessandro Petacchi | Lampre-Merida               | z.t.     |
| 3                                        | Elia Viviani        | Cannondale Pro Cycling Team | z.t.     |
| 4                                        | Jens Debusschere    | Lotto-Belisol               | z.t.     |
| 5                                        | Heinrich Haussler   | IAM Cycling                 | z.t.     |
| 6                                        | Mark Renshaw        | Blanco Pro Cycling          | z.t.     |
| 7                                        | José Joaquín Rojas  | Team Movistar               | z.t.     |
| 8                                        | Leigh Howard        | Orica-GreenEdge             | z.t.     |
| 9                                        | Borut Božič         | Astana Pro Team             | z.t.     |
| 10                                       | Romain Feillu       | Vacansoleil-DCM             | z.t.     |
|                                          |                     |                             |          |
| 25                                       | Maarten Tjallingii  | Blanco Pro Cycling          | z.t.     |

| Algemeen klassement na 1e etappe |                     |                             |          |
| Plaats                           | Naam                | Ploeg                       | Tijd     |
| Gele trui                        | Nacer Bouhanni      | FDJ                         | 4u51'01" |
| 2                                | Damien Gaudin       | Europcar                    | z.t.     |
| 3                                | Sylvain Chavanel    | Omega Pharma-Quickstep      | + 1"     |
| 4                                | Lieuwe Westra       | Vacansoleil-DCM             | z.t.     |
| 5                                | Elia Viviani        | Cannondale Pro Cycling Team | z.t.     |
| 6                                | Alessandro Petacchi | Lampre-Merida               | + 2"     |
| 7                                | Wilco Kelderman     | Blanco Pro Cycling          | z.t.     |
| 8                                | Geoffrey Soupe      | FDJ                         | z.t.     |
| 9                                | Peter Velits        | Omega Pharma-Quickstep      | + 3"     |
| 10                               | Tony Gallopin       | RadioShack-Leopard          | z.t.     |
|                                  |                     |                             |          |
| 15                               | Nikolas Maes        | Omega Pharma-Quickstep      | + 5"     |

| Puntenklassement na 1e etappe |                  |                             |        |
| Plaats                        | Naam             | Ploeg                       | Punten |
| Groene trui                   | Sylvain Chavanel | Omega Pharma-Quickstep      | 31     |
| 2                             | Elia Viviani     | Cannondale Pro Cycling Team | 30     |
| 3                             | Nacer Bouhanni   | FDJ                         | 25     |
|                               |                  |                             |        |
| 7                             | Lieuwe Westra    | Vacansoleil-DCM             | 20     |
| 10                            | Nikolas Maes     | Omega Pharma-Quickstep      | 18     |

| Bergklassement na 1e etappe |                    |                   |        |
| Plaats                      | Naam               | Ploeg             | Punten |
| Bolletjestrui               | Bert-Jan Lindeman  | Vacansoleil-DCM   | 4      |
| 2                           | Yannick Talabardon | Sojasun           | 2      |
| 3                           | Romain Sicard      | Euskaltel-Euskadi | 1      |

| Jongerenklassement na 1e etappe |                 |                             |          |
| Plaats                          | Naam            | Ploeg                       | Tijd     |
| Witte trui                      | Nacer Bouhanni  | FDJ                         | 4u51'01" |
| 2                               | Elia Viviani    | Cannondale Pro Cycling Team | + 1"     |
| 3                               | Wilco Kelderman | Blanco Pro Cycling          | + 2"     |
|                                 |                 |                             |          |
| 6                               | Jens Keukeleire | Orica-GreenEdge             | + 9"     |

| Ploegenklassement na 1e etappe |                        |           |
| Plaats                         | Ploeg                  | Tijd      |
|                                | Omega Pharma-Quickstep | 14u33'12" |
| 2                              | Blanco Pro Cycling     | + 6"      |
| 3                              | Europcar               | + 6"      |

### 2e etappe
De tweede etappe leidde het peloton van Vimory naar Cérilly over een afstand van 200,5 kilometer. Na 64 kilometer gekoerst te hebben vluchtte de Fransman Romain Feillu en Belg Thomas De Gendt uit het peloton. De Spanjaard Mikel Astarloza en de Fransman Maxime Bouet wisten aansluiting te vinden bij het Vacansoleil-DCM duo. Samen wist het viertal een snelle voorsprong van vier minuten te behalen. Op een kleine vijftig kilometer voor de streep werden de vluchters weer bijgehaald. Vervolgens was de Duitser Marcel Kittel de snelste in de eindspurt voor de Italiaan Elia Viviani en de Australiër Leigh Howard.
De Fransman Nacer Bouhanni wist de etappe niet te voltooien door een val, daarom verloor hij de leidende positie in het algemeen klassement. Deze werd overgenomen door de als tweede geëindigde Viviani. Deze wordt gevolgd door de Fransmannen Sylvain Chavanel en Damien Gaudin op de respectievelijk tweede en derde plaats met zeven en acht seconden achterstand.
Viviani wist door zijn de tweede plek ook de leiding over te nemen in het puntenklassement en het jongerenklassement. Deze truien zullen echter gedragen worden door de Sloveen Borut Božič (puntenklassement) en de Nederlander Wilco Kelderman die in beide klassementen tweede staan. Een andere Nederlander, Bert-Jan Lindeman, wist zijn leidende positie in het bergklassement te behouden omdat hiervoor geen punten werden vergeven in de tweede etappe. Ook de stand van het ploegenklassement bleef ongewijzigd.

#### Tijden
| Vimory - Cérilly (200,5 km) |                    |                             |          |
| Plaats                      | Naam               | Ploeg                       | Tijd     |
| Winnaar                     | Marcel Kittel      | Argos-Shimano               | 5u42'18" |
| 2                           | Elia Viviani       | Cannondale Pro Cycling Team | z.t.     |
| 3                           | Leigh Howard       | Orica-GreenEdge             | z.t.     |
| 4                           | Borut Božič        | Astana Pro Team             | z.t.     |
| 5                           | Samuel Dumoulin    | AG2R-La Mondiale            | z.t.     |
| 6                           | Gianni Meersman    | Omega Pharma-Quickstep      | z.t.     |
| 7                           | Romain Feillu      | Vacansoleil-DCM             | z.t.     |
| 8                           | Jens Debusschere   | Lotto-Belisol               | z.t.     |
| 9                           | José Joaquín Rojas | Team Movistar               | z.t.     |
| 10                          | Tony Gallopin      | RadioShack-Leopard          | z.t.     |
|                             |                    |                             |          |
| 35                          | Robert Gesink      | Blanco Pro Cycling          | z.t.     |

| Algemeen klassement na 2e etappe |                     |                             |           |
| Plaats                           | Naam                | Ploeg                       | Tijd      |
| Gele trui                        | Elia Viviani        | Cannondale Pro Cycling Team | 10u33'11" |
| 2                                | Sylvain Chavanel    | Omega Pharma-Quickstep      | + 7"      |
| 3                                | Damien Gaudin       | Europcar                    | + 8"      |
| 4                                | Lieuwe Westra       | Vacansoleil-DCM             | + 9"      |
| 5                                | Alessandro Petacchi | Lampre-Merida               | + 10"     |
| 6                                | Wilco Kelderman     | Blanco Pro Cycling          | z.t.      |
| 7                                | Geoffrey Soupe      | FDJ                         | z.t.      |
| 8                                | Peter Velits        | Omega Pharma-Quickstep      | + 11"     |
| 9                                | Tony Gallopin       | RadioShack-Leopard          | z.t.      |
| 10                               | Borut Božič         | Astana Pro Team             | z.t.      |
|                                  |                     |                             |           |
| 15                               | Nikolas Maes        | Omega Pharma-Quickstep      | + 13"     |

| Puntenklassement na 2e etappe |                  |                             |        |
| Plaats                        | Naam             | Ploeg                       | Punten |
| Groene trui                   | Elia Viviani     | Cannondale Pro Cycling Team | 55     |
| 2                             | Borut Božič      | Astana Pro Team             | 43     |
| 3                             | Sylvain Chavanel | Omega Pharma-Quickstep      | 38     |
|                               |                  |                             |        |
| 6                             | Jens Debusschere | Lotto-Belisol               | 31     |
| 14                            | Lieuwe Westra    | Vacansoleil-DCM             | 20     |

| Bergklassement na 2e etappe |                    |                   |        |
| Plaats                      | Naam               | Ploeg             | Punten |
| Bolletjestrui               | Bert-Jan Lindeman  | Vacansoleil-DCM   | 4      |
| 2                           | Yannick Talabardon | Sojasun           | 2      |
| 3                           | Romain Sicard      | Euskaltel-Euskadi | 1      |

| Jongerenklassement na 2e etappe |                 |                             |           |
| Plaats                          | Naam            | Ploeg                       | Tijd      |
| Witte trui                      | Elia Viviani    | Cannondale Pro Cycling Team | 10u33'11" |
| 2                               | Wilco Kelderman | Blanco Pro Cycling          | + 10"     |
| 3                               | Geoffrey Soupe  | FDJ                         | z.t.      |

| Ploegenklassement na 2e etappe |                        |           |
| Plaats                         | Ploeg                  | Tijd      |
|                                | Omega Pharma-Quickstep | 31u40'06" |
| 2                              | Blanco Pro Cycling     | + 6"      |
| 3                              | Europcar               | + 6"      |

### 3e etappe
Het peloton trok in de derde etappe van Châtel-Guyon naar Brioude over een afstand van 170,5 km. Vroeg in de etappe ontsnapte een groep van vier renners waaronder de Nederlander Martijn Keizer. Deze groep werd echter op ruim twintig kilometer voor het einde weer teruggepakt. Vervolgens wist een groep van zeven renners te ontsnappen en deze konden strijden om de winst in de etappe. Uiteindelijk was van deze zeven de Amerikaan Andrew Talansky de snelste gevolgd door de Italiaan Davide Malacarne en de Spanjaard Gorka Izagirre.
Talansky wist naast de etappewinst ook de leiding in het algemeen klassement te veroveren. Hij staat op de eerste plaats met drie seconden voorsprong op de Oekraïner Andrij Hryvko en Malacarne, respectievelijk nummer twee en drie. De Nederlander Lieuwe Westra wist de schade beperkt te houden en bezette na de etappe de zesde plaats met zes seconden achterstand. De Belg Philippe Gilbert is met een elfde plaats de beste belg met een achterstand van dertien seconde.
Keizer wist door zijn ontsnapping de leiding in het bergklassement over te nemen van landgenoot Bert-Jan Lindeman. De punten die verdeeld worden aan de finish hadden geen effect op de stand in het puntenklassement, hier gaat de Italiaan Elia Viviani nog steeds aan de leiding. Naast het algemeen klassement voerde Talansky ook het jongerenklassement aan, deze trui zal als gevolg hiervan in de vierde etappe gedragen worden door de Amerikaan Tejay van Garderen. De Kazachse ploeg Astana nam de leiding over van de Omega Pharma-Quickstep ploeg.

#### Tijden
| Châtel-Guyon - Brioude (170,5 km) |                    |                   |          |
| Plaats                            | Naam               | Ploeg             | Tijd     |
| Winnaar                           | Andrew Talansky    | Team Garmin-Sharp | 4u06'15" |
| 2                                 | Davide Malacarne   | Europcar          | z.t.     |
| 3                                 | Gorka Izagirre     | Euskaltel-Euskadi | z.t.     |
| 4                                 | David López García | Sky ProCycling    | z.t.     |
| 5                                 | Richie Porte       | Sky ProCycling    | z.t.     |
| 6                                 | Romain Bardet      | AG2R-La Mondiale  | z.t.     |
| 7                                 | Andrij Hryvko      | Astana Pro Team   | z.t.     |
| 8                                 | Jonathan Hivert    | Sojasun           | + 7"     |
| 9                                 | Enrico Gasparotto  | Astana Pro Team   | z.t.     |
| 10                                | Maxime Bouet       | AG2R-La Mondiale  | z.t.     |
|                                   |                    |                   |          |
| 11                                | Lieuwe Westra      | Vacansoleil-DCM   | z.t.     |
| 16                                | Bart De Clercq     | Lotto-Belisol     | z.t.     |

| Algemeen klassement na 3e etappe |                    |                        |           |
| Plaats                           | Naam               | Ploeg                  | Tijd      |
| Gele trui                        | Andrew Talansky    | Team Garmin-Sharp      | 14u39'36" |
| 2                                | Andrij Hryvko      | Astana Pro Team        | + 3"      |
| 3                                | Davide Malacarne   | Europcar               | z.t.      |
| 4                                | Sylvain Chavanel   | Omega Pharma-Quickstep | + 4"      |
| 5                                | Gorka Izagirre     | Astana Pro Team        | + 5"      |
| 6                                | Lieuwe Westra      | Vacansoleil-DCM        | + 6"      |
| 7                                | Richie Porte       | Sky ProCycling         | + 7"      |
| 8                                | Peter Velits       | Omega Pharma-Quickstep | + 8"      |
| 9                                | David López García | Sky ProCycling         | + 9"      |
| 10                               | Jonathan Hivert    | Sojasun                | + 12"     |
|                                  |                    |                        |           |
| 11                               | Philippe Gilbert   | BMC Racing Team        | + 13"     |

| Puntenklassement na 3e etappe |                  |                             |        |
| Plaats                        | Naam             | Ploeg                       | Punten |
| Groene trui                   | Elia Viviani     | Cannondale Pro Cycling Team | 55     |
| 2                             | Borut Božič      | Astana Pro Team             | 43     |
| 3                             | Sylvain Chavanel | Omega Pharma-Quickstep      | 38     |
|                               |                  |                             |        |
| 6                             | Jens Debusschere | Lotto-Belisol               | 31     |
| 7                             | Lieuwe Westra    | Vacansoleil-DCM             | 30     |

| Bergklassement na 3e etappe |                    |                 |        |
| Plaats                      | Naam               | Ploeg           | Punten |
| Bolletjestrui               | Martijn Keizer     | Vacansoleil-DCM | 8      |
| 2                           | Andrij Hryvko      | Astana Pro Team | 7      |
| 3                           | David López García | Sky ProCycling  | 5      |

| Jongerenklassement na 3e etappe |                    |                    |           |
| Plaats                          | Naam               | Ploeg              | Tijd      |
| Witte trui                      | Andrew Talansky    | Team Garmin-Sharp  | 14u39'36" |
| 2                               | Tejay van Garderen | BMC Racing Team    | + 16"     |
| 3                               | Nairo Quintana     | Team Movistar      | + 17"     |
|                                 |                    |                    |           |
| 6                               | Wilco Kelderman    | Blanco Pro Cycling | + 1'05"   |
| 15                              | Jens Keukeleire    | Orica-GreenEdge    | + 3'05"   |

| Ploegenklassement na 3e etappe |                        |           |
| Plaats                         | Ploeg                  | Tijd      |
|                                | Astana Pro Team        | 43u59'14" |
| 2                              | AG2R-La Mondiale       | + 12"     |
| 3                              | Omega Pharma-Quickstep | + 56"     |

### 4e etappe
De vierde etappe leidde het peloton van Brioude naar Saint-Vallier over een afstand van 199,5 kilometer. Al vroeg in de etappe ontsnapte een groep van zeven renners waaronder de Fransman Thomas Voeckler, de Zwitser Johan Tschopp en de Belg Gianni Meersman. Tschopp en Voeckler pakte veel punten voor het bergklassement door bij de verschillende beklimmingen steeds als eerste en tweede boven te komen. Door toedoen van Team Garmin-Sharp, ploeg van leider Andrew Talansky, wist de groep van zeven geen grote voorsprong te krijgen en werden ze ruim voor de streep weer bijgehaald. De sprint werd uiteindelijk gewonnen door de Zwitser Michael Albasini voor Maksim Iglinski uit Kazachstan en Peter Velits uit Slowakije.
Door het werk van zijn ploeg kwam de leidende positie van Talansky niet in gevaar. Ook de Oekraïner Andrij Hryvko, nummer twee, verloor geen tijd en handhaafde zich zo op de tweede plek. De nummer drie, Davide Malacarne uit Italië, verloor 55 seconde in de etappe en viel daarom weg uit de top tien. Zijn plek werd opgevuld door de Slowaak Peter Velits.
De leidende positie in het puntenklassement van de Italiaan Elia Viviani kwam niet in gevaar, daarom mocht hij ook tijdens de vijfde etappe de groene trui dragen. De ontsnapping van Thomas Voeckler en Johann Tschopp zorgde ervoor dat beide renners veel punten pakten voor het bergklassement. Tschopp nam de eerste positie over van de Nederlander Martijn Keizer en Voeckler nam de tweede positie in beslag. Net als het algemeen klassement veranderde ook het jongerenklassement nauwelijks, daar ging nog steeds Talansky aan de leiding voor Van Garderen. De stand in het ploegenklassement bleef ongewijzigd gedurende de vijfde etappe.

#### Tijden
| Brioude - Saint-Vallier (199,5 km) |                   |                        |          |
| Plaats                             | Naam              | Ploeg                  | Tijd     |
| Winnaar                            | Michael Albasini  | Orica-GreenEdge        | 4u55'41" |
| 2                                  | Maksim Iglinski   | Astana Pro Team        | z.t.     |
| 3                                  | Peter Velits      | Omega Pharma-Quickstep | z.t.     |
| 4                                  | Enrico Gasparotto | Astana Pro Team        | z.t.     |
| 5                                  | Diego Ulissi      | Lampre-Merida          | z.t.     |
| 6                                  | Andrew Talansky   | Team Garmin-Sharp      | z.t.     |
| 7                                  | Romain Bardet     | AG2R-La Mondiale       | z.t.     |
| 8                                  | Jens Keukeleire   | Orica-GreenEdge        | z.t.     |
| 9                                  | Andreas Klöden    | RadioShack-Leopard     | z.t.     |
| 10                                 | Xavier Florencio  | Team Katjoesja         | z.t.     |
|                                    |                   |                        |          |
| 13                                 | Wilco Kelderman   | Blanco Pro Cycling     | z.t.     |

| Algemeen klassement na 4e etappe |                        |                        |           |
| Plaats                           | Naam                   | Ploeg                  | Tijd      |
| Gele trui                        | Andrew Talansky        | Team Garmin-Sharp      | 19u35'17" |
| 2                                | Andrij Hryvko          | Astana Pro Team        | + 3"      |
| 3                                | Peter Velits           | Omega Pharma-Quickstep | + 4"      |
| 4                                | Sylvain Chavanel       | Omega Pharma-Quickstep | z.t.      |
| 5                                | Gorka Izagirre         | Euskaltel-Euskadi      | + 5"      |
| 6                                | Lieuwe Westra          | Vacansoleil-DCM        | + 6"      |
| 7                                | Richie Porte           | Sky ProCycling         | + 7"      |
| 8                                | Maksim Iglinski        | Astana Pro Team        | + 13"     |
| 9                                | Jean-Christophe Péraud | AG2R-La Mondiale       | z.t.      |
| 10                               | Bart De Clercq         | Lotto-Belisol          | + 15"     |

| Puntenklassement na 4e etappe |                  |                             |        |
| Plaats                        | Naam             | Ploeg                       | Punten |
| Groene trui                   | Elia Viviani     | Cannondale Pro Cycling Team | 55     |
| 2                             | Borut Božič      | Astana Pro Team             | 43     |
| 3                             | Andrew Talansky  | Team Garmin-Sharp           | 41     |
|                               |                  |                             |        |
| 8                             | Jens Debusschere | Lotto-Belisol               | 31     |
| 10                            | Lieuwe Westra    | Vacansoleil-DCM             | 30     |

| Bergklassement na 4e etappe |                 |                        |        |
| Plaats                      | Naam            | Ploeg                  | Punten |
| Bolletjestrui               | Johann Tschopp  | IAM Cycling            | 29     |
| 2                           | Thomas Voeckler | Europcar               | 17     |
| 3                           | Gianni Meersman | Omega Pharma-Quickstep | 11     |
|                             |                 |                        |        |
| 5                           | Martijn Keizer  | Vacansoleil-DCM        | 8      |

| Jongerenklassement na 4e etappe |                    |                    |      |
| Plaats                          | Naam               | Ploeg              | Tijd |
| Witte trui                      | Andrew Talansky    | Team Garmin-Sharp  |      |
| 2                               | Tejay van Garderen | BMC Racing Team    |      |
| 3                               | Diego Ulissi       | Lampre-Merida      |      |
|                                 |                    |                    |      |
| 4                               | Wilco Kelderman    | Blanco Pro Cycling |      |
| 8                               | Jens Keukeleire    | Orica-GreenEdge    |      |

| Ploegenklassement na 4e etappe |                        |           |
| Plaats                         | Ploeg                  | Tijd      |
|                                | Astana Pro Team        | 58u46'17" |
| 2                              | AG2R-La Mondiale       | + 12"     |
| 3                              | Omega Pharma-Quickstep | + 56"     |

### 5e etappe
De vijfde etappe was de eerste van twee bergritten. Het peloton trok vanuit Châteauneuf-du-Pape naar La Montagne de Lure over een afstand van 176 kilometer. Er ontstond een kopgroep met Jens Voigt uit Duitsland, Paolo Longo uit Italië, Thierry Hupond en Cyril Lemoine beide uit Frankrijk. Zij pakte op de verschillende klimmen de punten maar werden op de laatste klim bijgehaald door het peloton onder leiding van de Sky-ploeg. Op de slotklim plaatste de Rus Denis Mensjov als eerste een aanval maar Richie Porte ging over Mensjov heen. Hij eindigde solo met een voorsprong van 26 seconden op Mensjov. De nummer drie werd Andrew Talansky op 33 seconden.
Door de aanval van Porte wist hij ook de leiding in het algemeen klassement over te nemen van Talansky. Deze stond nu tweede op 32 seconden achterstand. De derde plaats wordt bezet door de Nederlander Lieuwe Westra. Hij stond 42 seconden achter op Porte. De beste Belg was Bart De Clercq, hij stond met een achterstand van één minuut en 35 seconden op de twintigste plaats.
Andrew Talansky wist door zijn derde plaatst in de etappe genoeg punten te verzamelen om de leiding in het punten klassement over te nemen. Daarnaast heeft hij nog altijd de leiding in het jongeren klassement. Johann Tschopp, die vanuit het peloton ook nog wat punten pakte voor het bergklassement, gaat nog altijd aan de leiding in dit klassement. Het Russische Team Katjoesja nam de leiding over in het ploegenklassement.

#### Tijden
| Châteauneuf-du-Pape - La Montagne de Lure (176 km) |                        |                   |          |
| Plaats                                             | Naam                   | Ploeg             | Tijd     |
| Winnaar                                            | Richie Porte           | Sky ProCycling    | 4u50'54" |
| 2                                                  | Denis Mensjov          | Team Katjoesja    | + 26"    |
| 3                                                  | Andrew Talansky        | Team Garmin-Sharp | + 33"    |
| 4                                                  | Tejay van Garderen     | BMC Racing Team   | z.t.     |
| 5                                                  | Diego Ulissi           | Lampre-Merida     | z.t.     |
| 6                                                  | Lieuwe Westra          | Vacansoleil-DCM   | z.t.     |
| 7                                                  | Jean-Christophe Péraud | AG2R-La Mondiale  | z.t.     |
| 8                                                  | Nairo Quintana         | Team Movistar     | z.t.     |
| 9                                                  | Simon Špilak           | Team Katjoesja    | z.t.     |
| 10                                                 | Michele Scarponi       | Lampre-Merida     | z.t.     |
|                                                    |                        |                   |          |
| 20                                                 | Bart De Clercq         | Lotto-Belisol     | + 1'17"  |

| Algemeen klassement na 5e etappe |                        |                        |           |
| Plaats                           | Naam                   | Ploeg                  | Tijd      |
| Gele trui                        | Richie Porte           | Sky ProCycling         | 24u26'08" |
| 2                                | Andrew Talansky        | Team Garmin-Sharp      | + 32"     |
| 3                                | Lieuwe Westra          | Vacansoleil-DCM        | + 42"     |
| 4                                | Jean-Christophe Péraud | AG2R-La Mondiale       | + 49"     |
| 5                                | Tejay van Garderen     | BMC Racing Team        | + 52"     |
| 6                                | Sylvain Chavanel       | Omega Pharma-Quickstep | + 53"     |
| 7                                | Simon Špilak           | Team Katjoesja         | z.t.      |
| 8                                | Diego Ulissi           | Lampre-Merida          | + 54"     |
| 9                                | Michele Scarponi       | Lampre-Merida          | z.t.      |
| 10                               | Peter Velits           | Omega Pharma-Quickstep | + 56"     |
|                                  |                        |                        |           |
| 17                               | Bart De Clercq         | Lotto-Belisol          | + 1'35"   |

| Puntenklassement na 5e etappe |                  |                             |        |
| Plaats                        | Naam             | Ploeg                       | Punten |
| Groene trui                   | Andrew Talansky  | Team Garmin-Sharp           | 61     |
| 2                             | Elia Viviani     | Cannondale Pro Cycling Team | 55     |
| 3                             | Sylvain Chavanel | Omega Pharma-Quickstep      | 50     |
|                               |                  |                             |        |
| 4                             | Lieuwe Westra    | Vacansoleil-DCM             | 45     |
| 12                            | Jens Debusschere | Lotto-Belisol               | 31     |

| Bergklassement na 5e etappe |                 |                        |        |
| Plaats                      | Naam            | Ploeg                  | Punten |
| Bolletjestrui               | Johann Tschopp  | IAM Cycling            | 31     |
| 2                           | Thierry Hupond  | Argos-Shimano          | 24     |
| 3                           | Richie Porte    | Sky ProCycling         | 17     |
|                             |                 |                        |        |
| 7                           | Gianni Meersman | Omega Pharma-Quickstep | 11     |
| 9                           | Martijn Keizer  | Vacansoleil-DCM        | 8      |

| Jongerenklassement na 5e etappe |                    |                 |           |
| Plaats                          | Naam               | Ploeg           | Tijd      |
| Witte trui                      | Andrew Talansky    | Sky ProCycling  | 24u26'40" |
| 2                               | Tejay van Garderen | BMC Racing Team | + 20"     |
| 3                               | Diego Ulissi       | Lampre-Merida   | + 22"     |

| Ploegenklassement na 5e etappe |                  |           |
| Plaats                         | Ploeg            | Tijd      |
|                                | Team Katjoesja   | 73u21'55" |
| 2                              | AG2R-La Mondiale | + 45"     |
| 3                              | Astana Pro Team  | + 1'08"   |

### 6e etappe
De zesde etappe bracht het peloton van Manosque naar Nice over een afstand van 220 kilometer. Net als de voorgaande etappes ontstond ook nu een kopgroep met daarin de leider in het bergklassement, Johann Tschopp. Op de laatste klim van de dag werd de kopgroep ingerekend. Ook werd het peloton door de beklimming van de eerste categorie flink uitgedund en het voorstel peloton maakte zich na de afdaling op voor een eindspurt in de straten van Nice. Deze sprint werd gewonnen door de Fransman Sylvain Chavanel, voor de Belg Philippe Gilbert en de Spanjaard José Joaquín Rojas die respectievelijk tweede en derde werden.
De leiderstrui van Richie Porte kwam tijdens de etappe geen moment in gevaar. Hij zou de afsluitende klimtijdrit dan ook beginnen met 32 seconden voorsprong op de nummer twee, Andrew Talansky. Op 42 seconden van Porte stond de nummer drie Chavanel en ook op 42 seconden stond Lieuwe Westra. De beste geklasseerde Belg is Bart De Clercq op de zestiende plaats met een achterstand van één minuut en 35 seconden.
Door de extra punten die Tschopp deze dag pakte in zijn ontsnapping kan hij de bolletjes trui niet meer kwijtraken in de laatste etappe. Chavanel pakte met de dagwinst genoeg punten om de leidende positie in het puntenklassement over te nemen van Andrew Talansky. Dezelfde Talansky staat nog wel aan kop van het jongerenklassement. De stand in het ploegenklassement is door de massasprint onveranderd gebleven. De Katjoesjaploeg ging daar nog altijd aan kop.

#### Tijden
| Manosque - Nice (220 km) |                    |                        |          |
| Plaats                   | Naam               | Ploeg                  | Tijd     |
| Winnaar                  | Sylvain Chavanel   | Omega Pharma-Quickstep | 5u14'23" |
| 2                        | Philippe Gilbert   | BMC Racing Team        | z.t.     |
| 3                        | José Joaquín Rojas | Team Movistar          | z.t.     |
| 4                        | Samuel Dumoulin    | AG2R-La Mondiale       | z.t.     |
| 5                        | Tony Gallopin      | RadioShack-Leopard     | z.t.     |
| 6                        | Julien Simon       | Sojasun                | z.t.     |
| 7                        | Borut Božič        | Astana Pro Team        | z.t.     |
| 8                        | Heinrich Haussler  | IAM Cycling            | z.t.     |
| 9                        | Jonathan Hivert    | Sojasun                | z.t.     |
| 10                       | Alberto Losada     | Team Katjoesja         | z.t.     |
|                          |                    |                        |          |
| 32                       | Lieuwe Westra      | Vacansoleil-DCM        | z.t.     |
| 42                       | Maxime Monfort     | RadioShack-Leopard     | z.t.     |

| Algemeen klassement na 6e etappe |                        |                        |           |
| Plaats                           | Naam                   | Ploeg                  | Tijd      |
| Gele trui                        | Richie Porte           | Sky ProCycling         | 29u40'31" |
| 2                                | Andrew Talansky        | Team Garmin-Sharp      | + 32"     |
| 3                                | Sylvain Chavanel       | Omega Pharma-Quickstep | + 42"     |
| 4                                | Lieuwe Westra          | Vacansoleil-DCM        | z.t.      |
| 5                                | Jean-Christophe Péraud | AG2R-La Mondiale       | + 49"     |
| 6                                | Tejay van Garderen     | BMC Racing Team        | + 52"     |
| 7                                | Peter Velits           | Omega Pharma-Quickstep | + 53"     |
| 8                                | Simon Špilak           | Team Katjoesja         | z.t.      |
| 9                                | Diego Ulissi           | Lampre-Merida          | + 54"     |
| 10                               | Andrij Hryvko          | Astana Pro Team        | + 1'06"   |
|                                  |                        |                        |           |
| 16                               | Bart De Clercq         | Lotto-Belisol          | + 1'35"   |

| Puntenklassement na 6e etappe |                  |                        |        |
| Plaats                        | Naam             | Ploeg                  | Punten |
| Groene trui                   | Sylvain Chavanel | Omega Pharma-Quickstep | 76     |
| 2                             | Andrew Talansky  | Team Garmin-Sharp      | 61     |
| 3                             | Borut Božič      | Astana Pro Team        | 60     |
|                               |                  |                        |        |
| 7                             | Lieuwe Westra    | Vacansoleil-DCM        | 45     |
| 16                            | Jens Debusschere | Lotto-Belisol          | 31     |

| Bergklassement na 6e etappe |                |                 |        |
| Plaats                      | Naam           | Ploeg           | Punten |
| Bolletjestrui               | Johann Tschopp | IAM Cycling     | 64     |
| 2                           | Thierry Hupond | Argos-Shimano   | 24     |
| 3                           | Richie Porte   | Sky ProCycling  | 17     |
|                             |                |                 |        |
| 12                          | Martijn Keizer | Vacansoleil-DCM | 8      |

| Jongerenklassement na 6e etappe |                    |                   |           |
| Plaats                          | Naam               | Ploeg             | Tijd      |
| Witte trui                      | Andrew Talansky    | Team Garmin-Sharp | 29u41'03" |
| 2                               | Tejay van Garderen | BMC Racing Team   | + 20"     |
| 3                               | Diego Ulissi       | Lampre-Merida     | + 22"     |
|                                 |                    |                   |           |
| 11                              | Bert-Jan Lindeman  | Vacansoleil-DCM   | + 29'42"  |
| 15                              | Jens Keukeleire    | Orica-GreenEdge   | + 43'18"  |

| Ploegenklassement na 6e etappe |                  |           |
| Plaats                         | Ploeg            | Tijd      |
|                                | Team Katjoesja   | 89u05'04" |
| 2                              | AG2R-La Mondiale | + 45"     |
| 3                              | Astana Pro Team  | + 1'04"   |

### 7e etappe
De laatste etappe was een klimtijdrit vanuit Nice naar de top van de Col d'Èze. De afstand van de tijdrit was 9,6 kilometer. De aanvoerder van het algemeen klassement, Richie Porte, wist de tijdrit te winnen met een tijd van negentien minuten en zestien seconden. Op 23 seconden volgde de nummer twee Andrew Talansky. Derde eindigde de Colombiaan Nairo Quintana met een achterstand van 27 seconden.
Door de winst van Porte op de afsluitende tijdrit kwam zijn leidende positie in het algemeen klassement niet in gevaar. Hij wist zo Parijs-Nice 2013 te winnen voor de Amerikaan die de tweede plaats opeiste met een achterstand van 55 seconden. De derde plek ging na het wegvallen van Lieuwe Westra en Sylvain Chavanel naar een andere Fransman namelijk Jean-Christophe Péraud, hij had een achterstand van één minuut en 21 seconden. Beste Nederlander is geworden Lieuwe Westra op de achtste plaats met een achterstand van twee minuten en zeventien seconden. De bestgeklasseerde renner voor België werd Bart De Clercq. Hij eindigde op de zeventiende plaats met een achterstand van drie minuten en 38 seconden.
Chavanel wist met zijn achtste plaats in de afsluitende klimtijdrit voldoende punten te behalen om de winst in het puntenklassement binnen te slepen. Hij werd daar gevolgd door Andrew Talansky die tweede werd en Richie Porte die op de derde plek eindigde. Het bergklassement was al beslist na de zesde etappe. Johann Tschopp had in die etappe genoeg punten verzameld dat hij de bolletjes trui niet meer kwijt kon raken tijdens de laatste etappe. Op de tweede plaats is Richie Porte geëindigd en derde werd de Fransman Thierry Hupond. Het jongerenklassement werd niet meer veranderd in de laatste etappe en wordt zo een prooi voor Talansky. Hij eindigt voor een andere Amerikaan, Tejay van Garderen, die tweede wordt gevolgd door de Italiaan Diego Ulissi die op de derde plaats eindigde. Ook in het ploegenklassement veranderde er niks meer en zo werd de Katjoesjaploeg de winnaar in het ploegenklassement, gevolgd door het Franse AG2R-La Mondiale. Op de derde plaats eindigde de Luxemburgse RadioShack-Leopard ploeg.

#### Tijden
| Nice - Col d'Èze (klimtijdrit) (9,6 km) |                        |                        |         |
| Plaats                                  | Naam                   | Ploeg                  | Tijd    |
| Winnaar                                 | Richie Porte           | Sky ProCycling         | 19'16"  |
| 2                                       | Andrew Talansky        | Team Garmin-Sharp      | + 23"   |
| 3                                       | Nairo Quintana         | Team Movistar          | + 27"   |
| 4                                       | Jean-Christophe Péraud | AG2R-La Mondiale       | + 32"   |
| 5                                       | Tejay van Garderen     | BMC Racing Team        | + 52"   |
| 6                                       | Simon Špilak           | Team Katjoesja         | + 55"   |
| 7                                       | Diego Ulissi           | Lampre-Merida          | + 1'00" |
| 8                                       | Michele Scarponi       | Lampre-Merida          | + 1'03" |
| 9                                       | Sylvain Chavanel       | Omega Pharma-Quickstep | + 1'05" |
| 10                                      | Jon Izagirre           | Euskaltel-Euskadi      | + 1'06" |
|                                         |                        |                        |         |
| 20                                      | Lieuwe Westra          | Vacansoleil-DCM        | + 1'35" |
| 31                                      | Maxime Monfort         | RadioShack-Leopard     | + 1'51" |

| Algemeen klassement |                        |                        |           |
| Plaats              | Naam                   | Ploeg                  | Tijd      |
| Gele trui           | Richie Porte           | Sky ProCycling         | 29u59'47" |
| 2                   | Andrew Talansky        | Team Garmin-Sharp      | + 55"     |
| 3                   | Jean-Christophe Péraud | AG2R-La Mondiale       | + 1'21"   |
| 4                   | Tejay van Garderen     | BMC Racing Team        | + 1'44"   |
| 5                   | Sylvain Chavanel       | Omega Pharma-Quickstep | + 1'47"   |
| 6                   | Simon Špilak           | Team Katjoesja         | + 1'48"   |
| 7                   | Diego Ulissi           | Lampre-Merida          | + 1'54"   |
| 8                   | Lieuwe Westra          | Vacansoleil-DCM        | + 2'17"   |
| 9                   | Andreas Klöden         | RadioShack-Leopard     | + 2'22"   |
| 10                  | Peter Velits           | Omega Pharma-Quickstep | + 2'28"   |
|                     |                        |                        |           |
| 17                  | Bart De Clercq         | Lotto-Belisol          | + 3'28"   |

| Puntenklassement |                  |                        |        |
| Plaats           | Naam             | Ploeg                  | Punten |
| Groene trui      | Sylvain Chavanel | Omega Pharma-Quickstep | 88     |
| 2                | Andrew Talansky  | Team Garmin-Sharp      | 83     |
| 3                | Richie Porte     | Sky ProCycling         | 68     |
|                  |                  |                        |        |
| 8                | Lieuwe Westra    | Vacansoleil-DCM        | 46     |
| 20               | Jens Debusschere | Lotto-Belisol          | 31     |

| Bergklassement |                |                 |        |
| Plaats         | Naam           | Ploeg           | Punten |
| Bolletjestrui  | Johann Tschopp | IAM Cycling     | 64     |
| 2              | Richie Porte   | Sky ProCycling  | 27     |
| 3              | Thierry Hupond | Argos-Shimano   | 24     |
|                |                |                 |        |
| 13             | Martijn Keizer | Vacansoleil-DCM | 8      |

| Jongerenklassement |                    |                   |           |
| Plaats             | Naam               | Ploeg             | Tijd      |
| Witte trui         | Andrew Talansky    | Team Garmin-Sharp | 30u00'42" |
| 2                  | Tejay van Garderen | BMC Racing Team   | + 49"     |
| 3                  | Diego Ulissi       | Lampre-Merida     | + 59"     |
|                    |                    |                   |           |
| 11                 | Bert-Jan Lindeman  | Vacansoleil-DCM   | + 32'32"  |
| 15                 | Jens Keukeleire    | Orica-GreenEdge   | + 46'02"  |

| Ploegenklassement |                    |           |
| Plaats            | Ploeg              | Tijd      |
|                   | Team Katjoesja     | 89u05'04" |
| 2                 | AG2R-La Mondiale   | + 1'23"   |
| 3                 | RadioShack-Leopard | + 3'38"   |

1933 · 1934 · 1935 · 1936 · 1937 · 1938 · 1939 · 1940-1945 · 1946 · 1947-1950 · 1951 · 1952 · 1953 · 1954 · 1955 · 1956 · 1957 · 1958 · 1959 · 1960 · 1961 · 1962 · 1963 · 1964 · 1965 · 1966 · 1967 · 1968 · 1969 · 1970 · 1971 · 1972 · 1973 · 1974 · 1975 · 1976 · 1977 · 1978 · 1979 · 1980 · 1981 · 1982 · 1983 · 1984 · 1985 · 1986 · 1987 · 1988 · 1989 · 1990 · 1991 · 1992 · 1993 · 1994 · 1995 · 1996 · 1997 · 1998 · 1999 · 2000 · 2001 · 2002 · 2003 · 2004 · 2005 · 2006 · 2007 · 2008 · 2009 · 2010 · 2011 · 2012 · 2013 · 2014 · 2015 · 2016 · 2017 · 2018 · 2019 · 2020 · 2021 · 2022 · 2023 · 2024 · 2025
 Tour Down Under · 
 Parijs-Nice · 
 Tirreno-Adriatico · 
 Milaan-San Remo · 
 Ronde van Catalonië · 
 E3 Harelbeke · 
 Gent-Wevelgem · 
 Ronde van Vlaanderen · 
 Ronde van het Baskenland · 
 Parijs-Roubaix · 
 Amstel Gold Race · 
 Waalse Pijl · 
 Luik-Bastenaken-Luik · 
 Ronde van Romandië · 
 Ronde van Italië · 
 Critérium du Dauphiné · 
 Ronde van Zwitserland · 
 Ronde van Frankrijk · 
 Clásica San Sebastián · 
 Ronde van Polen · 
  Eneco Tour · 
 Ronde van Spanje · 
 Vattenfall Cyclassics · 
 GP Ouest France-Plouay · 
 Grote Prijs van Quebec · 
 Grote Prijs van Montreal · 
 UCI Ploegentijdrit · 
 Ronde van Lombardije · 
 Ronde van Peking